# 王世祿
王世祿（1484年—？），字子延，直隸廣德州人，軍籍，明朝政治人物。

## 生平
正德八年（1513年）癸酉科應天府鄉試第一百三十一名舉人。正德十二年（1517年）中式丁丑科會試第一百五十四名，登第三甲第七名進士。兵部观政，正德十三年（1518年）任湖廣麻城縣知縣。嘉靖元年（1522年）调任浙江象山县知县。升四川泸州知州，入为户部员外郎，卒。

## 家族
曾祖王永寧；祖父王裕瑾；父王崇本，母盛氏。具庆下。